# Manning (Észak-Dakota)
Manning statisztikai település az USA Észak-Dakota államában, Dunn megyében, melynek megyeszékhelye is. Lakosainak száma 47 fő (2020. április 1.).

## Népesség
A település népességének változása:

| 2010 | 74 |
| 2020 | 47 |